# Единый накопительный пенсионный фонд
АО Единый Накопительный Пенсионный Фонд (ЕНПФ) — фонд, созданный 22 августа 2013 года в ходе проведения очередной пенсионной реформы в Казахстане. Фонд основан на базе ГНПФ, и объединил в себя все существовавшие на тот момент пенсионные фонды в стране.

## Структура
Учредителем и акционером АО «ЕНПФ» является Правительство Республики Казахстан в лице ГУ «Комитет государственного имущества и приватизации»  Министерства финансов Республики Казахстан. Государственный пакет акций АО «ЕНПФ» находится в доверительном управлении Национального Банка Республики Казахстан.  
Управление пенсионными активами АО «ЕНПФ» осуществляет Национальный Банк РК совместно с Советом по управлению пенсионными активами при Президенте Республики Казахстан.

## Взносы — доходы ЕНПФ
ЕНПФ принимает 3 вида взносов — обязательные пенсионные взносы (ОПВ), обязательные профессиональные пенсионные взносы (ОППВ) и добровольные пенсионные взносы.
Согласно Закону РК "О пенсионном обеспечении в Республике Казахстан" ставка обязательных пенсионных взносов устанавливаются в размере 10 процентов от ежемесячного дохода, принимаемого для исчисления обязательных пенсионных взносов; ставка обязательных профессиональных пенсионных взносов устанавливаются в размере 5 процентов от ежемесячного дохода.

## Показатели деятельности
На 1 января 2017 года ЕНПФ аккумулировал 6,6 триллионов тенге ($20 млрд. по курсу на 1 января 2017).

## Председатели правления Фонда
- Наурызбаева Нурбуби Серекхажиевна (с 13 января 2017 года по 1 апреля 2019 год)
- Курманов Жанат Бостанович (с 1 апреля 2019 года)

## Исследование МВФ
Международный валютный фонд в августе 2014 выпустил отчет. по оценке стабильности финансовой системы Казахстана. В нём МВФ отметил следующие большие недостатки и риски ЕНПФ:
- Вмешательство в деятельность ЕНПФ в ущерб вкладчикам

Для государственных пенсионных фондов важнейшей задачей и одним из крупнейших рисков является сохранение независимости инвестиционной политики от неправомерного вмешательства, прежде всего это касается политических и прочих подобных решений, которые не связаны с интересами вкладчиков ЕНПФ.
- Нарушение корпоративных стандартов ОЭСР

МВФ отмечал, что в противоречии с международными стандартами, в ЕНПФ Нацбанк совмещает в себе все ключевые роли корпоративного управления, которые никак нельзя совмещать. Председатель совета директоров – представитель Нацбанка. Председателем совета по управлению пенсионными активами был председатель Нацбанка (совет распустили в конце 2015). При этом Нацбанк является доверительным управляющим пенсионными активами. Он сам составляет и сам осуществляет инвестиционную декларацию. Он является кастодианом, и сам же осуществляет надзор за своей деятельностью.
- Прозрачность ЕНПФ не соответствует стандартам ОЭСР

ЕНПФ не публикует годовую финансовую отчетность, аудированную независимым и профессиональным аудитором. Остается непрозрачным и непонятным процесс по инвестированию пенсионных активов. Ежемесячных отчетов по инвестициям недостаточно, чтобы объективно оценить эффективность инвестиций и формирование инвестиционного дохода. Также отсутствует независимая оценка текущей стоимости инвестиций в портфеле ЕНПФ.
- Прочие

Объединение частных пенсионных фондов в один государственный привело к отсутствию конкуренции между пенсионными фондами, что станет причиной отсутствия ориентиров по оценке эффективности работы ЕНПФ. Также появление одного очень крупного институциального инвестора вместо более десяти частных пенсионных фондов приведет к выдавливанию прочих инвесторов из рынка ценных бумаг.

## Критика
Деятельность фонда до настоящего времени подтвердила, что в МВФ не зря сильно обеспокоились по этому вопросу. Так, в феврале 2016 было принято решение о том, что в 2016 пенсионные активы в сумме 1,45 трлн тенге будут инвестироваться по ряду направлений. В частности, 500 млрд тенге пойдет на конвертацию в иностранную валюту. 600 млрд тенге будут направлены на приобретение облигаций банков второго уровня и национальных холдингов. И 350 млрд тенге уйдет на финансирование дефицита госбюджета. Такие направления инвестирования пенсионных активов показывают, что правительство принимает решения только с точки зрения своих интересов, а не вкладчиков.